# Przestępczość białych kołnierzyków
Przestępczość „białych kołnierzyków” (ang. white collar crime) – termin wprowadzony w roku 1939 przez Edwina H. Sutherlanda (autora publikacji White Collar Crime, New York: Dryden Press, 1949), oznaczający działalność przestępczą prowadzoną przez osoby o wysokim statusie ekonomicznym i społecznym, często mające specjalistyczne wykształcenie w dziedzinie prawa, ekonomii lub zarządzania. Osoby te wykorzystują zajmowane przez siebie stanowiska w świecie biznesu i polityki do popełniania przestępstw.
Bywa utożsamiana z przestępczością gospodarczą, w rzeczywistości jest jednak jednym z jej rodzajów. Przestępczość „białych kołnierzyków” godzi w interesy budżetu państwa i sektora prywatnego. Obejmuje między innymi oszustwa kapitałowe i ubezpieczeniowe, wyłudzenia kredytów i dotacji, wyłudzanie podatku od towarów i usług (VAT), pranie pieniędzy czy działanie na szkodę spółki. Przestępczość ta przyjmuje często charakter zorganizowany i wykorzystuje wpływy polityczne. Ze względu na wysoką pozycję finansową, zawodową i społeczną sprawców, stanowiącą skuteczny kamuflaż ich nielegalnej działalności, przestępczość „białych kołnierzyków” jest trudniej wykrywalna.
W drugiej dekadzie XXI wieku zauważalny jest spadek liczby gangów opierających działalność na sile fizycznej i wymuszeniach haraczy. Wzrasta z kolei liczba grup trudniących się przestępczością gospodarczą. W Polsce w 2014 roku, według danych Centralnego Biura Śledczego Policji, działało 920 zorganizowanych grup przestępczych, z których 388 czerpało zyski z nadużyć gospodarczych (z uwzględnieniem przestępczości „białych kołnierzyków”). W porównaniu z rokiem 2013 nastąpił wzrost liczby gangów trudniących się przestępczością o charakterze ekonomicznym o 12,8% (z 344).